# Schweizer Badmintonmeisterschaft 1973
Die Schweizer Badmintonmeisterschaft 1973 fand vom 3. bis zum 4. Februar 1973 in Biel statt.

## Finalergebnisse
| Disziplin    | Sieger                             | Finalist                      | Ergebnis         |
| ------------ | ---------------------------------- | ----------------------------- | ---------------- |
| Herreneinzel | Edy Andrey                         | Hubert Riedo                  | 15-3, 15-4       |
| Dameneinzel  | Liselotte Blumer                   | Josée Carrel                  | 11-2, 11-5       |
| Herrendoppel | Edy Andrey Hubert Riedo            | Kurt Achtleitner Karl Buchart | 15-7, 15-7       |
| Damendoppel  | Liselotte Blumer Claudia von Büren | Mireille Drapel Josée Carrel  | 9-15, 15-9, 15-8 |
| Mixed        | Hubert Riedo Brigitte Geser        | Edy Andrey Liselotte Blumer   | 15-3, 15-11      |